# آدرا (ویرجینیای غربی)
آدرا (به انگلیسی: Audra) یک منطقهٔ مسکونی در ایالات متحده آمریکا است که در شهرستان باربر، ویرجینیای غربی واقع شده‌است.